# Barry Conyngham
Barry Ernest Conyngham (født d. 27. august 1944 i Sydney, Australien) er en australsk komponist og professor.
Conyngham studerede hos Richard Meale og Toru Takemitsu, og var en stor beundrer af jazzmusik.
Han har mest komponeret for orkester, ensembler og for scenen. Conyngham har bla. skrevet en symfoni, og en klaverkoncert. Han har vundet flere udmærkelser i sit hjemland.

## Udvalgte værker
- Symfoni nr. 1 (2012) - for orkester
- Klaverkoncert "Monumenter" (1989) - for klaver og orkester
- Harpekoncert "Skylinjer" (1991) - for harpe og orkester
- "Passerer" - (1998) - for orkester
- "Fem vinduer" (1969) - for orkester
- "Matilda" (1988) - for kor og orkester